# Kamini Roy
Kamini Roy (Bengali: কামিনী রায়) foi uma poetisa, escritora e professora de origem bengala na Índia britânica.
Kemini Roy é considerada uma feminista, tendo apoiado o sufrágio feminino na sociedade indiana. O voto feminino foi permitido a partir de 1926 para algumas mulheres. Em um discurso para uma escola para meninas, Roy afirmou que a educação para mulheres contribuía para o desenvolvimento delas e alcançar o potencial delas. Formada na Universidade de Calcutá, Kamini Roy recebeu a medalha Jagattarini Gold Medal, da mesma instituição, em 1929.
Suas obras incluem Nirmalya (1891), Pouraniki (1897), um livro infantil chamado Gunjan (1904), Dharmaputra (1907), Malya O Nirmalya (1913), Ashoksabgit (1914), Amba (1915), Balika Sikkhar Adarsha (1918), Dip O Dhup (1929), e Jibanpathe (1930). A breve pausa entre 1897 a 1904 se dá por seu casamento. Quando perguntada sobre sua pausa como escritora, Kamini Roy disse que, "Meus filhos são meus poemas vivos".